# Цзян Синьлинь
Цзян Синьлинь (кит. упр. 江新林, пиньинь Jiāng Xīnlín, родился в феврале 1988 г.) — китайский военный летчик и тайконавт (космонавт).

## Биография
Цзян Синьлинь, по национальности — хань, уроженец уезда Цисянь, провинция Хэнань. Родился в феврале 1988 года, поступил на службу в НОАК в сентябре 2006 года, в Коммунистической партии Китая с января 2010 года. Цзян Синьлинь был заместителем командира летной группы бригады авиационного корпуса ВВС и имел звание летчика первого класса ВВС в чине подполковника. В сентябре 2020 года он был назначен в отряд космонавтов Китая в результате третьего набора. 25 октября 2023 года было объявлено о включении Цзян Синьлиня в экипаж пилотируемой миссии космического корабля «Шэньчжоу-17» для осуществления шестой основной экспедиции на орбитальную станцию Тяньгун..
Статистика полетов
| #               | Корабль, Миссия         | Старт, UTC           | Корабль посадки | Посадка, UTC         | Налёт                | ВКД: время (количество) |
| --------------- | ----------------------- | -------------------- | --------------- | -------------------- | -------------------- | ----------------------- |
| 1               | Шэньчжоу-17, Тяньгун(6) | 26.10.2023, 03:14:02 | Шэньчжоу-17     | 30.04.2024, 09:46:06 | 187дн. 6час. 32мин.  | 7час. 52мин. (1)        |
| Суммарный налёт | Суммарный налёт         | Суммарный налёт      | Суммарный налёт | Суммарный налёт      | 187дн. 06час. 32мин. | 7час. 52мин. (1)        |

### Комментарии
1. ↑  ВКД — Внекорабельная деятельность или выход в открытый космос